# Molgula japonica
Molgula japonica is een zakpijpensoort uit de familie van de Molgulidae. De wetenschappelijke naam van de soort is voor het eerst geldig gepubliceerd in 1906 door Hartmeyer.